# عبدالقادر البغدادی
عبدالقادر بن عمر بغدادی (عربی: عبد القادر بن عمر البغدادی) ; ۱۰۳۰–۱۰۹۳ قمری / ۱۶۲۰–۱۶۸۲ میلادی) نویسنده، فیلولوژیست، دستور زبان، قاضی، کتاب‌شناس و دانشنامه‌نویس برجسته ادبی عصر عثمانی بود.

## زندگی
وی در سال ۱۰۳۰ هجری قمری (۱۶۳۰ میلادی) در بغداد به دنیا آمد و در آنجا تحصیلات اولیه خود را دریافت کرد و در علم و ادب سرآمد شد و به عربی، فارسی و ترکی تسلط یافت. وی در سال ۱۰۴۸ق/۱۶۳۸م از بغداد به دمشق سفر کرد و با رئیس ناظران دانشجویان که اولین استاد او در دمشق شد، تماس گرفت. سپس برای فراگیری علوم عربی به حلقه محمد بن یحیی فرثی پیوست.
او در سال ۱۰۵۰ ه‍.ق - ۱۶۴۰م برای پیوستن به جمعی از علمای مسجد الازهر به مصر رفت. برجسته‌ترین استادان او یاسین الحمصی و شهاب الدین الخفاجی، نویسنده کتاب (ریحانة الألبا وزهرة الحیاة الدنیا) و شفاء الغلیل بود. الخفاجی به اهمیت فرهنگی آثار ادبی البغدادی پی برد و پس از مرگش کتابخانه‌اش را به او سپرد.
در سال ۱۰۷۷ ه‍.ق - ۱۶۶۷م، عبدالقادر مصر را برای بازدید از پایتخت عثمانی به مقصد استانبول ترک کرد، اما سریع بازگشت. وی از یاران نزدیک والی ابراهیم کوتخدا بود. هنگامی که والی در ۱۰۸۵ق - ۱۶۷۴م به شام و سپس به ادرنه رفت، عبدالقادر را با خود برد.
در ادرنه (ترکیه)، عبدالقادر به یک بیماری غیرقابل درمان مبتلا شد. وی پیش از بازگشت به قاهره به برخی از کشورهای ترکیه سفر کرد و در سال ۱۰۹۳ ق/ ۱۶۸۲ م درگذشت.

## آثار
- خزانة الادب ولبّ لباب لسان العرب که به معنای کتابخانه ادبیات و دریچه قلب زبان عرب است.[۱]
- دائرةالمعارف علوم و ادبیات عرب (۱۳جلد).[۲][۳]
- شرح شواهد الرضی شرح شواهد الرضی علی الشافیة – «تحلیل بر شواهد شفا».
- لغت شهنامه